# Wienoffensiven
Wienoffensiven var en stor rysk motoffensiv mot Tysklands armé under andra världskrigets slutskede. Den var ett svar på Tysklands misslyckade offensiv i Ungern, Operation Frühlingserwachen, och den ledde till att Österrikes huvudstad Wien ockuperades.

## Bakgrund
Tyskland hade misslyckats med en offensiv i Ungern för att återta Budapest. Efter att de hade kört fast vid Székesfehérvár, dels på grund av töväder, dels på grund av att det ryska motståndet blev hårdare, led de tyska pansartrupperna svåra förluster och de förlorade många av sina sista stridsvagnar eftersom stridsvagnarna inte kunde röra sig i lika stor utsträckning på grund av vädret. När tövädret upphörde och det var barmark, runt den 15 mars, igångsatte tredje ukrainska fronten (en rekonstruktion av sydvästfronten) en motoffensiv.

## Händelseförlopp

### Rysk offensiv vid Balatonsjön
Tredje ukrainska fronten avancerade till en början långsamt. Den 21 mars besatte ryssarna industriområdet vid Tatabánya nära tjeckoslovakiska gränsen. Den 23 mars intog ryssarna Székesfehérvár norr om Balatonsjön. Det tyska försvarssystemet i Ungern sviktade och generalöversten i Waffen-SS Sepp Dietrichs 6. SS Panzer-Armee, som stod vid Balatonsjön, blev nästan helt omringad, men lyckades bryta sig ut genom en bräsch på två och en halv kilometer den 24 mars. Samtidigt drog sig den tyska 2. Panzerarmee tillbaka västerut från Balatonsjöns sydligaste del. Tyskarna gjorde energiska motanfall för att rädda trupperna vid Esztergom, medan tyskarna i nordvästra delen av Ungern försökte etablera en försvarslinje längs floden Rába som rinner parallellt med österrikiska gränsen. Väster om Esztergom omringade den ryska 46:e armén väldiga tyska truppstyrkor och nedkämpade dem. Den 28 mars intogs den stora ungerska staden Győr, som också är en viktig järnvägsknutpunkt mellan Wien och Budapest. Därmed hade ryssarna, även på det norra ungerska frontavsnittet, nått fram till floden Rába.

### Röda armén vid österrikiska gränsen
Ryssarna bröt nästan genast igenom den tyska försvarslinjen, som hade anlagts två dagar tidigare vid floden, på en sträcka av tjugo kilometer, och intog Sárvár. Den 29 mars nådde enheter ur tredje ukrainska fronten fram till den österrikiska gränsen, och därmed tyska gränsen. Samtidigt föll städerna Kőszeg, Szombathely och Kapuvár i västligaste Ungern. 
Den 30 mars ryckte andra ukrainska fronten fram längs gränsen mellan Ungern och Tjeckoslovakien, norr om Donau, för att inta Bratislava. Andra enheter ur samma front ryckte fram längs Donaus södra strand i Ungern för att rensa området på tyska motståndsfickor. Samtidigt avancerade trupper ur tredje ukrainska fronten in i Österrike från den ungerska staden Kőszeg. Eftersom samma front samtidigt ryckte fram mot Drava, alltså gränsen mellan Jugoslavien och Ungern, blev situationen kritisk för Armégrupp E, som bestod av 150 000 man, under generalöverste Alexander Löhr i Kroatien och Bosnien. 
Den 31 mars avancerade tredje ukrainska fronten in i Österrike och gick mot Wiener Neustadt. Samtidigt föll städerna Körmend och Szentgotthárd i västligaste Ungern. Den 1 april intogs staden Sopron vid österrikiska gränsen. Det ryska överkommandot gav nu order till andra ukrainska fronten under Rodion Malinovskij att inta Bratislava före den 5 april, medan tredje ukrainska fronten marscherade mot Wien. Nästa dag intogs några av de för tyskarna så viktiga oljefälten vid Nagykanizsa, i sydvästra Ungern norr om floden Drava, av ryska 57:e armén och bulgariska 1. armén. Andra ukrainska fronten erövrade industriområdet Mosonmagyaróvár och nådde fram till den österrikiska gränsen mellan Donau och Neusiedlersjön. Den 3 april nådde andra ukrainska fronten fram till slätten vid Wien. Det ryska överkommandot kungjorde i ett utrop till österrikarna att dess mål var förintandet av nazismen, inte av befolkningen. Men Hitler gav ordern: "Håll Wien till varje pris!" För att försvara staden hade tyskarna 6. SS Panzer-Armee med åtta pansardivisioner och cirka 28 000 man. Ryssarna bröt senare under dagen igenom den tyska försvarslinjen mellan Wiener Neustadt och Neusiedlersjön. Samtidigt pågick strider om Bratislava längre norrut. Nästa dag, den 4 april, intogs Bratislava av andra ukrainska fronten. Tredje ukrainska fronten stod tillsammans med bulgariska trupper samtidigt bara tre kilometer från Wien.

### Slaget om Wien

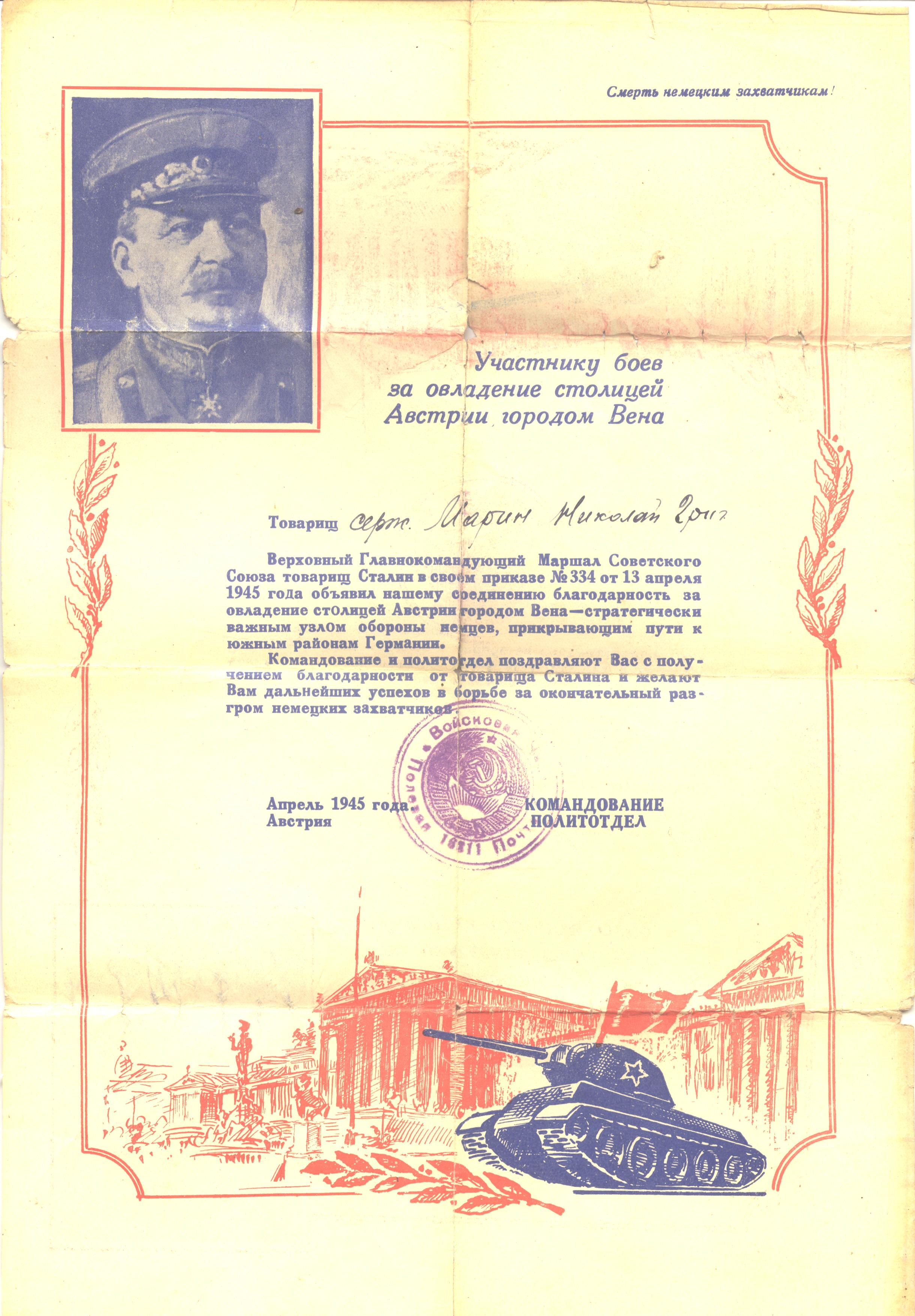
Gratitude of Stalin till en av deltagarna i offensiven

Den 5 april började strider utkämpas i Wiens södra utkanter. Nästa dag sprängde tyskarna alla broar över Donau utom en. Den tyska 2. Panzer-Armee och 6. SS Panzer-Armee slog tillbaka de ryska anfallen vid Wienerwald, sydväst om Wien och gjorde ett motanfall i nordvästlig riktning, mot Klosterneuburg. Wien var nu nästan helt omringat av Röda armén; det var endast från norr som staden hade förbindelse med övriga tyska fronten.
Den österrikiske majoren Carl Szokoll ville inte att Wien skulle bli förvandlat till ett slagfält, som Budapest hade blivit, och var angelägen om att förklara Wien som öppen stad. Han lyckades få kontakt med motståndsrörelsen och med deras hjälp förhandla med Röda armén. Hans dubbelspel avslöjades och flera av hans medkonspiratörer greps. Några av hans trupper hjälpte Röda armén med att omringa staden västerifrån. Tyska SS-förband letade desperat efter honom och andra motståndsmän i Wien. Den 7 april rasade närstrider från hus till hus i Wiens södra kvarter. Den tyska 8. armén som hade dragits tillbaka från Ungern deltog nu i försvaret söder om Wien tillsammans med 2. pansararmén och 6. SS-pansararmén som slog tillbaka ett ryskt anfall i riktning mot St Pölten, väster om Wien. Den 8 april var stora delar av Wiens södra och västra kvarter i sovjetiska händer. Tyska 6. armén och 6. SS-pansararmén försökte upprätta en försvarslinje vid Alpernas fot och St Pölten den 9 april. Nästa dag lyckades 6. SS-pansararmén slå tillbaka våldsamma ryska anfall i distriktet Wiener Neustadt. Den 11 april nådde ryssarna fram till Wiens centrum och intog rådhuset och parlamentet efter hårda strider. Den tyska 2. pansararmén utsattes samtidigt för hårt tryck från tredje ukrainska fronten, som längre söderut drev in en kil väster om Neunkirchen. Den 12 april lyckades tyska SS-trupper i sista stund hitta och hänga de flesta av de österrikiska motståndsmännen norr om Wiens centrum. Den tyska motståndsfickan i Wien krympte nu snabbt och det tyska försvaret började kollapsa inför de samlade ryska anfallen, både från andra ukrainska fronten i norr och tredje ukrainska fronten i söder. Ryssarna avancerade samtidigt mot Graz i södra Österrike men mötte där hårt tyskt motstånd. Nästa dag, den 13 april, klockan 14.00 var hela Wien ockuperat av ryssarna. De kommande tio dagarna använde ryssarna till att rensa östra Österrike på tyska motståndsnästen.
Carl Szokoll klarade sig undan nazisterna och överlevde. Generalöverste Alexander Löhr arkebuserades efter kriget för krigsförbrytelser efter att ha dömts till döden av en jugoslavisk domstol. Han var skyldig till den våldsamma bombningen av Belgrad 1940.